# Kanton Nörten
Der Kanton Nörten bestand von 1807 bis 1813 im Distrikt Göttingen (Departement der Leine, Königreich Westphalen) und wurde durch das Königliche Decret vom 24. Dezember 1807 gebildet. Der Kanton war von den Umstruktierungen des Distrikts zur endgültigen Festsetzung des Zustands der Gemeinden im Departement der Leine vom 16. Juni 1809 betroffen. Aus dem Kanton Harste kamen die Gemeinde Lütgenrode, außerdem die Gemeinde Bishausen hinzu, die Gemeinde Marienstein wurde abgespalten und der Kanton in der unten stehenden Form neu organisiert.

## Gemeinden
- Nörten mit Gütern Hardenberg
- Bühle, Südershausen, bis 1809 Marienstein, Unterbillingshausen, Sudheim, Elvese

ab 1809
- Nörten mit Gütern Hardenberg
- Elvese
- Sudheim
- Bühle
- Sudershausen
- Bishausen (neu)
- Lütgenrode (neu)